# Adriano de Moscou
Adriano (em russo:  Адриан; nascido: Andrey, em russo:  Андре́й; setembro de 1638, Moscou, Czarado da Rússia - 15 (26, de acordo com o calendário gregoriano) de outubro de 1700, Moscou, Czarado da Rússia) foi Patriarca de Moscou e de Toda a Rússia, o último patriarca do primeiro período patriarcal, de 24 de agosto de 1690 a 15 de outubro de 1700.

Seu título completo era Sua Santidade Ciro Adriano, Arcebispo de Moscou e Patriarca de Toda a Rússia e de Todos os Países do Norte. 